# NGC 1602
NGC 1602 este o galaxie situată în constelația Peștele de Aur. A fost descoperită în 5 decembrie 1834 de către John Herschel.